# Billy Graham Center

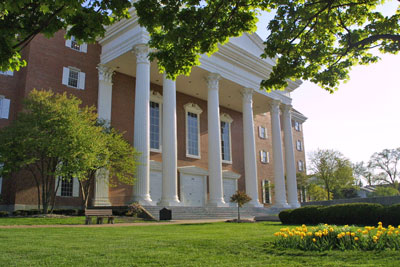
Billy Graham Center

Billy Graham Center – instytut utworzony w 1981 przy Wheaton College nazwa pochodzi od ewangelisty Billy'ego Grahama. Instytut stanowiony jest przez jedenaście departamentów. Powstanie instytutu zostało sfinansowane przez BGEA.
Instytut powstał w miejsce Billy Graham Center Museum, utworzonego w 1980 roku. Instytut dokumentuje historię chrześcijańskiego ewangelizmu w Stanach Zjednoczonych. Jedna z sekcji poświęcona jest życiu i służbie ewangelizacyjnej Billy'ego Grahama (Billy Graham Center Ministries). W instytucie zatrudnionych jest 30-40 osób.
Dokumentowaniem służby ewangelizacyjnej zajmuje się również Billy Graham Library w Charlotte, która tym różni się od Billy Graham Center, że robi to na potrzeby BGEA i jest otwarta dla publicznego użytku.